# Squadra Unificata Tedesca ai Giochi della XVI Olimpiade
La Squadra Unificata Tedesca ha partecipato ai Giochi della XVI Olimpiade che si sono svolti a Melbourne dal 22 novembre all'8 dicembre 1956 
ed a Stoccolma dall'11 al 17 giugno dello stesso anno (solo per gli eventi equestri) 
con una delegazione di 167 atleti, di cui 27 donne, impegnati in 16 discipline,
aggiudicandosi 6 medaglie d'oro, 13 medaglie d'argento e 7 medaglie di bronzo.

## Medagliere

### Per discipline
| Sport              | Oro | Argento | Bronzo | Totale |
| ------------------ | --- | ------- | ------ | ------ |
| Equitazione        | 2   | 3       | 1      | 6      |
| Canoa/kayak        | 1   | 2       | 1      | 4      |
| Pugilato           | 1   | 1       | 0      | 2      |
| Nuoto              | 1   | 0       | 1      | 2      |
| Ginnastica         | 1   | 0       | 0      | 1      |
| Atletica leggera   | 0   | 5       | 2      | 7      |
| Canottaggio        | 0   | 1       | 0      | 1      |
| Lotta greco-romana | 0   | 1       | 0      | 1      |
| Ciclismo           | 0   | 0       | 1      | 1      |
| Hockey su prato    | 0   | 0       | 1      | 1      |
| Totale             | 6   | 13      | 7      | 26     |

### Medaglie
| Medaglia | Atleta | Sport              | Evento                         |
| -------- | --- | ------------------ | ------------------------------ |
| Oro      | Michel Scheuer Meinrad Miltenberger | Canoa/kayak        | K2 1000 metri maschile         |
| Oro      | Hans Günter Winkler | Equitazione        | Salto ostacoli individuale     |
| Oro      | Hans Günter Winkler Fritz Thiedemann Alfons Lütke Westhues | Equitazione        | Salto ostacoli a squadre       |
| Oro      | Helmut Bantz | Ginnastica         | Volteggio maschile             |
| Oro      | Ursula Happe | Nuoto              | 200 metri rana femminili       |
| Oro      | Wolfgang Behrendt | Pugilato           | Pesi gallo                     |
| Argento  | Karl-Friedrich Haas | Atletica leggera   | 400 metri piani                |
| Argento  | Klaus Richtzenhain | Atletica leggera   | 1500 metri piani               |
| Argento  | Christa Stubnick | Atletica leggera   | 100 metri piani femminili      |
| Argento  | Christa Stubnick | Atletica leggera   | 200 metri piani femminili      |
| Argento  | Gisela Köhler | Atletica leggera   | 80 metri ostacoli              |
| Argento  | Fritz Briel Theo Kleine | Canoa/kayak        | K2 10000 metri maschile        |
| Argento  | Therese Zenz | Canoa/kayak        | K1 500 metri femminile         |
| Argento  | Moritz von Groddeck Horst Arndt Tim. Rainer Borkowsky | Canottaggio        | Due con maschile               |
| Argento  | Liselott Linsenhoff Hannelore Weygand Anneliese Küppers | Equitazione        | Dressage a squadre             |
| Argento  | August Lütke Westhues | Equitazione        | Concorso completo individuale  |
| Argento  | August Lütke Westhues Otto Rothe Klaus Wagner | Equitazione        | Concorso completo a squadre    |
| Argento  | Wilfried Dietrich | Lotta greco-romana | Pesi massimi                   |
| Argento  | Harry Kurschat | Pugilato           | Pesi leggeri                   |
| Bronzo   | Lothar Knörzer Leo Pohl Heinz Fütterer Manfred Germar | Atletica leggera   | Staffetta 4×100 metri maschile |
| Bronzo   | Marianne Werner | Atletica leggera   | Getto del peso femminile       |
| Bronzo   | Michel Scheuer | Canoa/kayak        | K1 10000 metri maschile        |
| Bronzo   | Horst Tüller Gustav-Adolf Schur Reinhold Pommer | Ciclismo           | Corsa a squadre                |
| Bronzo   | Liselott Linsenhoff | Equitazione        | Dressage individuale           |
| Bronzo   | Alfred Lücker Helmut Nonn Günther Ullerich Günther Brennecke Werner Delmes Eberhard Ferstl Hugo Dollheiser Heinz Radzikowski Wolfgang Nonn Hugo Budinger Werner Rosenbaum | Hockey su prato    | Torneo maschile                |
| Bronzo   | Eva-Maria ten Elsen | Nuoto              | 200 metri rana femminili       |

## Risultati

### Calcio
| Atleta | Classifica |                                      |
| --- | --- | ------------------------------------ |
| V · D · M Nazionale olimpica della Squadra Unificata Tedesca · Calcio ai Giochi Olimpici Estivi 1956 1 Görtz · 2 Eglin · 3 Gerdau · 4 Höfer · 5 Jäger · 6 K. Hoffmann · 7 R. Hoffmann · 8 Semmelmann · 9 Schwall · 10 Mauritz · 11 Geiger · 12 Zeitler · 13 Schäfer · 14 Habig · 15 Brülls · CT : Herberger | 9° |                                      |
| Nazionale olimpica della Squadra Unificata Tedesca · Calcio ai Giochi Olimpici Estivi 1956 | |                                      |
| 1 Görtz · 2 Eglin · 3 Gerdau · 4 Höfer · 5 Jäger · 6 K. Hoffmann · 7 R. Hoffmann · 8 Semmelmann · 9 Schwall · 10 Mauritz · 11 Geiger · 12 Zeitler · 13 Schäfer · 14 Habig · 15 Brülls · CT: Herberger | 1 Görtz · 2 Eglin · 3 Gerdau · 4 Höfer · 5 Jäger · 6 K. Hoffmann · 7 R. Hoffmann · 8 Semmelmann · 9 Schwall · 10 Mauritz · 11 Geiger · 12 Zeitler · 13 Schäfer · 14 Habig · 15 Brülls · CT: Herberger | Squadra Unificata Tedesca (bandiera) |

### Pallanuoto
| Atleta | Classifica |
| --- | ---------- |
| Squadra Unificata Tedesca - Giochi olimpici - Melbourne 1956Neuse • Obschernikat • Bode • Schneider • Sturm • Hilker • Osselmann • Bildstein • Pennekamp • Seher, CT: - | 6°         |